# La ville se lève
La ville se lève (en italien : La città che sale) est un tableau réalisé entre 1910 et 1911 par le peintre italien Umberto Boccioni. Son titre original, à la Mostra d’arte libera (Exposition d’art libre) de Milan de 1911, était Il lavoro (Le travail).

## Historique
Boccioni a peint ce tableau d’après la vue de Milan qu’il avait depuis le balcon de la maison qu’il habitait. Bien que peu différent de plusieurs œuvres antérieures centrées sur la banlieue, et en dépit de la présence d’éléments réalistes (construction, espace rendu par la perspective), ce tableau est considéré comme la première œuvre vraiment futuriste d’Umberto Boccioni.
Acheté en 1912 par le musicien Ferruccio Busoni pendant l’exposition d’art futuriste en Europe, ce tableau est aujourd’hui conservé au Museum of Modern Art de New York.

## Description
L’environnement urbain en général ont constitué la base d’un grand nombre de tableaux de Boccioni. Ce tableau dépeint la construction d’une nouvelle ville, avec ses développements et la technologie [phrase dénuée de sens]. Des bâtiments en construction dans la banlieue avec des cheminées sont visibles dans la partie supérieure, mais la majeure partie de l’espace est occupé par des hommes et des chevaux fondus ensemble dans un effort dynamique. Boccioni souligne ainsi certains des éléments les plus typiques du futurisme, comme l’exaltation du travail humain et l’importance de la ville moderne, construite autour du confort moderne.
Dans La ville se lève, Boccioni remplace en partie la vision naturaliste de ses œuvres antérieures par une vision plus dynamique. L’exaltation visuelle de la force et du mouvement, dont les protagonistes sont des hommes et des chevaux et non des machines répond parfaitement à la ligne de l’esprit futuriste. Ce détail est celui qui est considéré comme attestant du fait que Boccioni évolue encore à l’intérieur du symbolisme, qui rend le mythe visible à travers l’image, mais il change ce « mythe » en le détachant de l’archaïque exploration psychologique du monde humain, pour le réassigner au mythe de l’homme moderne, créateur d’un monde nouveau. En d’autres termes, l’intention de l’artiste est de dépeindre le produit de l’époque industrielle en faisant passer le sujet de la représentation d’un moment normal de travail dans une cour quelconque à la célébration de l’idée de progrès industriel avec son avancée implacable, ce que résume la représentation du cheval inutilement retenu par les hommes accrochés à sa bride.

## Technique

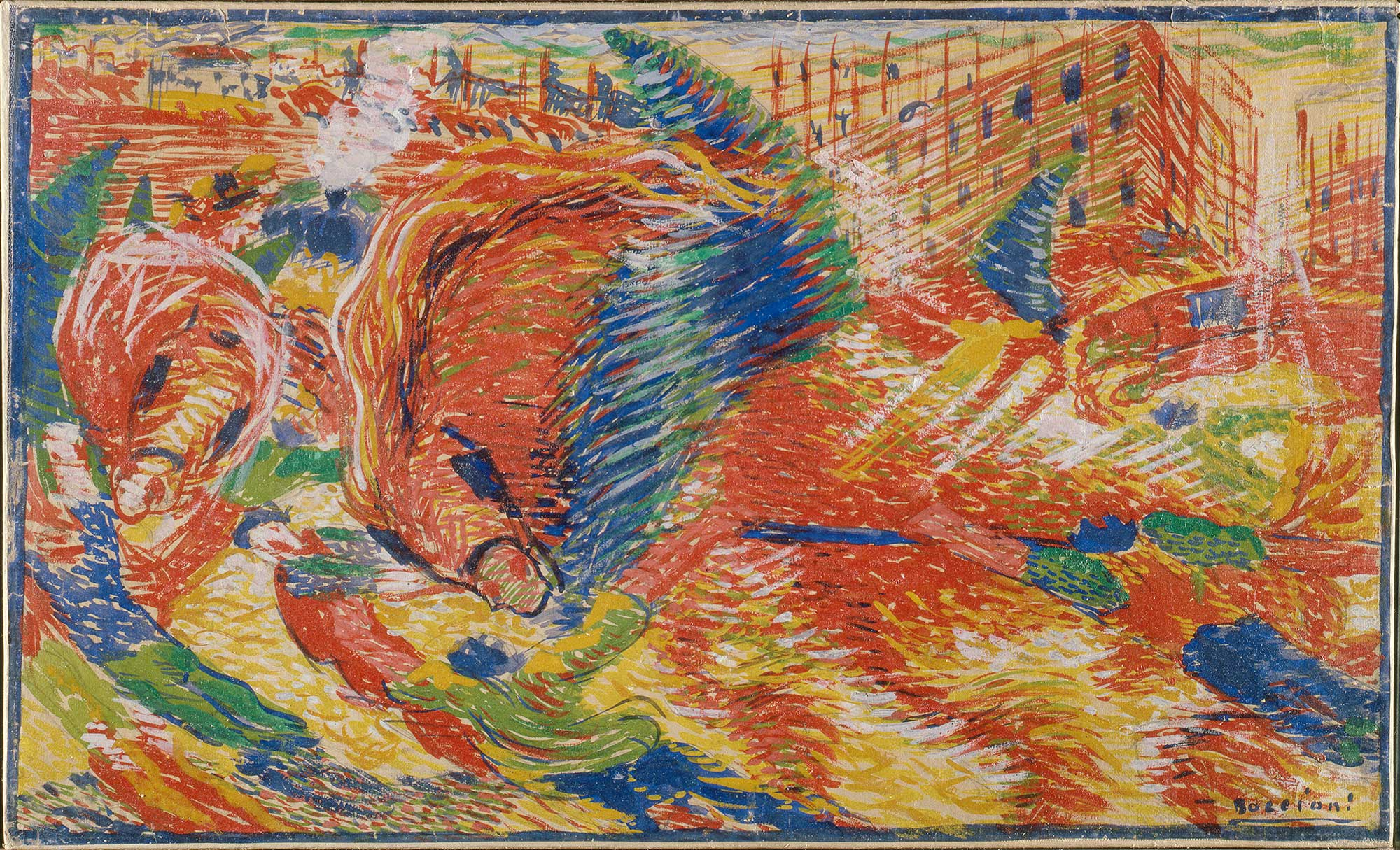
Esquisse de l’œuvre.

L’influence de Gaetano Previati est évidente dans les coups de pinceau filamenteux et la technique divisionniste, les coups de pinceau en pointillé sont en effet bien réalisés et utilisés pour mettre en évidence les lignes de force qui caractérisent le mouvement des figures, non pas la construction de masses et des volumes, même si les lignes picturales visent à donner du dynamisme aux volumes jusqu’à leur faire perdre leur consistance et leur poids.

## Composition
Le tableau est composé selon un système qui reste quand même assez classique. Les figures sont analysées sur des plans de profondeur spécifiques où on peut voir les figures de premier plan en bas, tandis que sont en haut ceux des plans plus profonds.
La composition peut être divisée en trois bandes horizontales correspondant aux mêmes plans :
En bas, Boccioni a mis des figures humaines réalisées selon des lignes obliques qui mettent en valeur l’effort dynamique.
Au centre, dominent des figures de chevaux, dont trois se démarquent, les deux derniers ont une couleur rouge et des profils de couleur bleue représentant les chevaliers à cheval :
- un blanc à gauche qui détourne le regard vers la droite,
- un au centre qui domine le centre de l’image,
- un à droite.

Au troisième étage apparait l’arrière-plan d’une périphérie urbaine, probablement identifiable avec un quartier milanais en cours de construction.